# Marcin Proszowski
Marcin Proszowski albo Proszewski (zm. prawdopodobnie przed 1642) – malarz krakowski pochodzący z rodziny z Proszowic osiadłej w Krakowie w pierwszej połowie XV w. 
W 1595 r. wyzwolony na czeladnika. W 1599 r. został mistrzem. W latach 1600, 1605, 1611, 1622, 1623, 1627 i 1632 był starszym cechu.  
Posiadamy tylko kilka informacji związanych pośrednio z jego pracami, z których żadna się nie zachowała. W 1619 r. oskarżony był o sfałszowanie dyplomu szlacheckiego dla znanej rodziny krakowskich mieszczan. W 1629 r. procesował się z pozytywnym skutkiem ze starszymi i gubernatorami bractwa włoskiego o należność za "robotę malarską" wykonaną w kaplicy tegoż bractwa przy kościele franciszkanów (praca do dziś niezachowana). 162 floreny brakujące do ustalonej zapłaty w wysokości 212 florenów otrzymał w 1630 r. W 1633 r. prawdopodobnie malował chorągwie na pogrzeb Zygmunta III i jego żony Konstancji w cenie 10 zł od sztuki. 
W 1617 r. kupił kamienicę przy ul. Wiślnej, w 1623 r. mieszkał w kamienicy Podelwie przy ulicy Grodzkiej, w 1634 r. przy ul. Szerokiej. Ożeniony z Dorotą. Miał co najmniej dwoje dzieci, synów będących również malarzami, Jana Chryzostoma, malarza nadwornego i serwitora króla Jana Kazimierza, i Wojciecha.